# Busca de Talentos da Regeneron Science

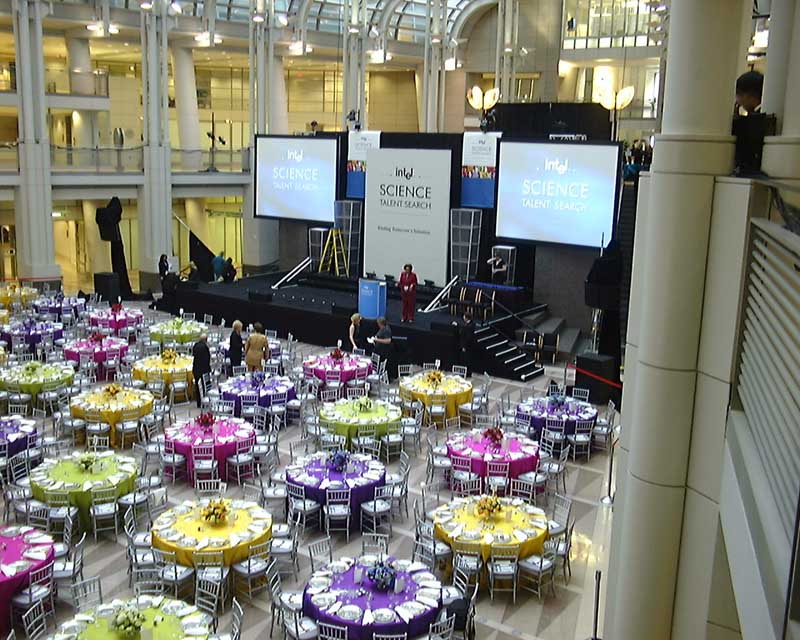
O banquete dos finalistas do Prêmio de Talentos em Ciências da Intel de 2002 foi realizado no Edifício Ronald Reagan em Washington, D.C., onde os dez vencedores foram anunciados e todos os 40 finalistas foram reconhecidos

A Regeneron Science Talent Search, conhecida por seus primeiros 57 anos  como Westinghouse Science Talent Search e depois como Intel Science Talent Search (Intel STS) de 1998 a 2016,  é uma competição científica baseada em pesquisa  nos Estados Unidos para alunos do ensino médio. Tem sido referido como "a mais antiga e prestigiada competição científica da nação"  . Em seu discurso no jantar em homenagem aos vencedores de 1991, o presidente George H. W. Bush chamou a competição de "Super Bowl da ciência". 

## História
A Society for Science iniciou a competição em 1942 com a Westinghouse Electric Corporation; por muitos anos, a competição foi conhecida como Westinghouse Science Talent Search. Em 1998, a Intel tornou-se o patrocinador depois de ter superado o lance de várias outras empresas.  Em maio de 2016, foi anunciado que a Regeneron Pharmaceuticals seria o novo patrocinador principal.  Ao longo dos anos, cerca de 147.000 alunos participaram da competição. Mais de 22.000 foram nomeados semifinalistas e 2.920 viajaram para Washington, D.C., como finalistas do concurso. Coletivamente, eles receberam milhões de dólares em bolsas de estudo e, nos últimos anos, conquistaram prêmios Nobel, medalhas Fields, MacArthur Fellowships e vários outros prêmios. 
Treze ex-alunos do Science Talent Search receberam o Prêmio Nobel, dois ganharam a Medalha Fields, onze receberam a Medalha Nacional de Ciência dos EUA, vinte receberam bolsas MacArthur; três ganharam o Prêmio Albert Lasker de Pesquisa Médica Básica; sete ganharam um Prêmio Revelação; e muitos foram eleitos para a Academia Nacional de Ciências e para a Academia Nacional de Engenharia. 

## Competição
Os participantes da competição realizam pesquisas originais — às vezes em casa e às vezes “trabalhando com equipes de pesquisa líderes em universidades, hospitais e laboratórios privados”. 
| Prêmio             | Recompensa |
| ------------------ | ---------- |
| Primeiro lugar     | $250.000   |
| Segundo lugar      | $175.000   |
| Terceiro lugar     | $150.000   |
| Quarto lugar       | $100.000   |
| quinto lugar       | $90.000    |
| sexto lugar        | $80.000    |
| Sétimo lugar       | $70.000    |
| oitavo lugar       | $60.000    |
| nono lugar         | $50.000    |
| décimo lugar       | $40.000    |
| 40 finalistas      | $25.000    |
| 300 semifinalistas | $2.000     |

A cada ano, são submetidos aproximadamente 1.800 trabalhos. Os 300 melhores candidatos são anunciados em meados de janeiro e, a partir de 2017, cada semifinalista e sua escola recebem US$ 2.000 do patrocinador principal.  No final de janeiro, os 40 finalistas (os vencedores do prêmio) são informados. Em março, os finalistas viajam para Washington, D.C., onde são entrevistados para os dez primeiros lugares, que recebem prêmios de até US$ 250 mil. 